# Sansevieria longiflora
Ne doit pas être confondu avec Sansevieria longistyla.
Espèce
Classification APG III (2009)
Sansevieria longiflora, également appelée Dracaena longiflora, est une espèce de plantes de la famille des Liliaceae et du genre Sansevieria.

## Description
Plante succulente, Sansevieria longiflora est une espèce de sansevières à feuilles de taille moyenne et larges (de longueur 20 à 55 cm et de largeur 4 à 8,5 cm), lancéolées, lisses, plates (sans sillon central), et de couleur vert-foncé tachées de manière irrégulière de zones plus claires (vertes jusqu'à jaunes) avec des bords rougeâtres à blanchâtres,. Elle pousse directement depuis son rhyzome sans pseudo-tige à sa base.
Elle a été identifiée comme espèce à part entière en 1826 par le médecin et botaniste britannique John Sims.

## Distribution et habitat
L'espèce est originaire de la zone comprise entre le sud de l'Afrique centrale et le nord de l'Afrique australe, présente en Angola, en Namibie, en République démocratique du Congo, en Zambie au Zimbabwe et au Mozambique. Elle a été de plus introduite à Trinidad-et-Tobago et dans le Golfe de Guinée.

## Synonymes
L'espèce présente des synonymes et variétés, :
- Acyntha longiflora (Sims, 1826 ; ex. Kuntze, 1891)
- Sansevieria longiflora var. longiflora – possiblement
- Sansevieria longiflora var. fernandopoensis (N.E. Brown, 1915)
- Dracaena longiflora (Sims 1826 ; Byng & Christenh., 2018)